# Джанкичи
Джанкичи (серб. Џанкићи / Džankići) — село в общине Вишеград Республики Сербской Боснии и Герцеговины. В настоящее время село необитаемо.